# Баниште (Болгария)
Баниште (болг. Банище) — село в Болгарии. Находится в Перникской области, входит в общину Брезник. Население составляет 70 человек.

## Политическая ситуация
Баниште подчиняется непосредственно общине и не имеет своего кмета.
Кмет (мэр) общины Брезник — Христо Димитров Миленков (коалиция в составе 4 партий: Болгарская социал-демократия (БСД), Болгарская социалистическая партия (БСП), Движение за права и свободы (ДПС)) по результатам выборов.